# Антон Сираков
Антон Георгиев Сираков е български адвокат и политик, председател на партия „Нова сила“. Бил е зам.-председател на партия „Атака“. Бил е телевизионен водещ на предаването „Дискусионно студио“ по телевизия „СКАТ“.

## Биография
Антон Сираков е роден на 24 май 1952 г. в град Кюстендил, Народна република България. Завършва Политехническа гимназия „Димитър Каляшки“ в родния си град. През 1997 г. завършва е Юридическия факултет на СУ „Св. Климент Охридски“. До 1990 г. работи като стажант-съдия, юрисконсулт и съдия-изпълнител. От 1990 г. работи като адвокат.

## Политическа дейност
Антон Сираков основава и става председател на „Естествена монархическа партия“. По време на управлението на Симеон Сакскобургготски е координатор на ДСБ за област Кюстендил.

### Атака
През 2005 г. е сред съучредителите на партия „Атака“ и става неин заместник-председател.
На Четвъртият национален сбор на партия „Атака“ през декември 2008 г. председателят на партията – Волен Сидеров е преизбран, като само Антон Сираков гласува против преизбирането му и демонстративно напуска залата. В края на януари 2009 г. Антон Сираков официално напуска партия „Атака“ и заявява че в партията са останали страхливци и кариеристи.

### Нова сила
На 19 септември 2009 г. в София той насрочва учредително събрание за създаване на партия „Нова сила“, която обединява около 40 бивши членове на партия „Атака“. Антон Сираков заявява пред медиите че те ще продължат да защитават тезите, които Волен Сидеров е предал, и посочва че разделението между тях е тръгнало, когато си е позволил да каже в медиите, че Слави Бинев е мутра.
На президентските избори през 2021 г. неговата партия изпраща декларация за подкрепа на Николай Малинов, кандидат за президент от Русофили за възраждане на Отечеството. Подписана от Антон Сираков на 21 декември 2021 г.